# ززم
ززم، روستایی از توابع بخش مرکزی شهرستان الیگودرز در استان لرستان ایران است.اهالی این روستا در گذشته از طایفه سرلک و آسترکی بودند که اکنون ساکن الیگودرز هستند درحال حاضر هم مردم این روستا از طایفه ذلکی هستند .

## جمعیت
این روستا در دهستان بربرود غربی قرار دارد و براساس سرشماری مرکز آمار ایران در سال ۱۳۸۵، جمعیت آن ۱٬۴۰۵ نفر (۲۶۶خانوار) بوده‌است.